# Домінік Піоте
Домінік Піоте (фр. Dominique-Jean-Marie Piotet, 25 березня 1969, Реюніон, Франція) — французький та американський менеджер, CEO Unit City, співавтор книги «Як Інтернет змінює світ».

## Життєпис
Народився 25 березня 1969 року в Реюньйоні, Франція. У 2004 переїхав з Франції до США, де очолив Atelier North America, американського відділення аналітичного центру BNP Paribas.
У 2008 році у співавторстві з Францисом Пізані опублікував книгу «Як Інтернет змінює світ», яка отримала багато нагород та була перевидана в червні 2011 року 4 мовами (французькою, польською, португальською, іспанською).

## Освіта
- 1993—1996  — навчався у Паризькому інституті політичних досліджень.
- 1995  — навчався на магістратурі з економіки у Національній консерваторії декоративно-прикладного мистецтва[8][9].

## Кар'єра
1996—1998 — проєктний менеджер у Паризькому інституті політичних досліджень.
1999—2000 — очолював відділ стратегії з е-комерція у La Poste.
2000—2001 — займався створенням та управлінням лінії електронного бізнесу для компанії Europe Consulting.
2001—2010 — керівник відділу інновацій та нових технологій BNP Paribas, президент і директор Atelier North America.
2010—2015 — засновник, президент та CEO RebellionLab.
2012 — співзасновник Silicon-Valley.fr.
2015—2019 — партнер та CEO у агенції Fabernovel US.
З 2016 — ментор та інвестор у The Refiners, головна мета, якої підтримка стартапів.
У 2018 — став співвласником готелів Sierra Nevada Hospitality.
З 2019 — CEO Unit City.
З жовтня 2020 — член правління Ашан в регіонах Україна та Румунія. Очолив французький рух стартапів La French Tech Kyiv у 2020 році.
У січні 2021 — очолив акселераційний хаб Sector X на базі UNIT.City

## Нагороди
- 2014 - кавалер Національного ордена «За заслуги» (Франція)[24].

## Сім'я
Одружений, має дитину.